# Vitinha (futebolista)
Vítor Manuel Carvalho Oliveira (Cavez, 15 de março de 2000), mais conhecido como Vitinha, é um futebolista português que atua como atacante. Atualmente joga no Genoa.

## Carreira

### Início
Vítor é natural de Cavez, uma freguesia do concelho de Cabeceiras de Basto. Jogando e treinando num clube local, foi observado pelo presidente do clube Águias de Alvite, Bernardino Dourado, que viu que Vitinha destacava-se ante outros menino e o convidou para integrar o clube, que tem um protocolo de formação com o Benfica.
Chegou ao Águias em 2012 e apesar de ir bem no modesto clube, Vitinha passou por um momento delicado que pensou em desistir de jogar futebol. Como seus pais não podiam levá-lo aos treinos de que duravam 18 quilômetros de Cavez até Alvite, seu irmão mais velho que era motorista o levava, porém acabou tendo um problema que o incapacitou de continuar. Com isso, o próprio Bernardino se oferecru para buscar e levar Vitinha, dado o potencial que tinha.

### Braga
Ficou cinco temporadas no clube antes  chegar à base do Braga, no final de 2017. Na Pedreira, chegou a atuar com jogadores como David Carmo e Francisco Moura nos juniores, se destacando pela quantidade de gols que fazia.

#### 2020–21
Subiu aos profissionais chamado pelo técnicoCarlos Carvalhal pela primeira vez na temporada  2020–21, após Vitinha marcar em nove dos dez jogos que havia disputado no Campeonato de Portugal atuando pela equipa B. Fez sua estreia nas oitavas de final da Taça de Portugal, saindo do banco para fechar a goleada sobre Torreense por 5–0 em 13 de janeiro de 2021, e cinco dias depois renovou seu contrato até 2024 com o clube.

#### 2021–22
Em 17 de outubro de 2021, fez dois gols na goleada sobre o 5–0 o Moitense na 3ª fase da Taça de Portugal. Quatro dias depois fez um poquer em 21 de fevereiro de 2021, na grande goleada por 6–0 sobre o Santa Clara nas oitavas de final da mesma competição, assumindo a artilharia do torneio com seis gols. Fez seu primeiro gol na Taça da Liga em 3 de dezembro, fazendo o único gol da vitória sobre o Casa Pia.
Fez um hat-trick na goleada de 6–0 sobre o Arouca na rodada 16 da Liga Portuguesa, fazendo os três primeiros gols de sua equipe em menos de meia hora. Nessa temporada, além de estabilizar-se na equipe e tornar-se titular, Vítor marcou 14 gols em 37 partidas.

#### 2022–23
Em 18 de agosto, foi anunciada a sua renovação de contrato com o clube, assinando até 2027 e sua multa rescisória aumentando de 20 para 30 milhões de euros. Em 13 de outubro, tornou-se o quarto jogador do Braga a fazer pelo menos três gols num jogo de taças europeias de futebol, sendo o primeiro português e o mais jovem a atingir o feito, na vitória de 3–2 sobre o Saint-Gilloise na 4ª rodada da fase de grupos da Liga Europa. Também assumiu a artilharia do certame com quatro tentos.
No início de janeiro, foram recusadas duas ofertas de transferência por sua importância no time e pelo fato do clube Braguista achar que o atleta valia mais. Em sua última temporada no Minho, fez 13 gols em 27 partidas.
Após sete anos no clube, foi anunciada a sua saída dos Guerreiros em 31 de janeiro por 32 milhões de euros para o Marseille, sendo a maior transferência da história do clube superando a de Francisco Trincão em 2020 ao Barcelona. Ao todo, fez 28 gols em 67 partidas.

### Olympique de Marseille
Ainda em 31 de janeiro, foi anunciado e apresentado como novo reforço do Marseille, assinando por quatro temporadas e usando a camisa 9.
Estreou em 5 de fevereiro, na derrota por 3–1 para o Nice, na 22.ª jornada da Liga francesa. Seus primeiros gols pelo clube de Marselha só ocorreram depois de dois meses, tendo feito dois gols vitória de 3–1 sobre o Troyes na 31ª rodada do Campeonato Francês.
Em agosto de 2023 foi eleito "jogador do mês" para os adeptos do Marselha. Em sua segunda temporada na França, Vitinha marcou quatro gols em 27 partidas, antes de ser emprestado.

### Genoa
Em 1 de fevereiro de 2024, foi anunciado como novo reforço do clube italiano Genoa por empréstimo de uma temporada com opção de compra, utilizando a camisa 9.
Em 21 de junho de 2024, o Genoa comprou o atacante, por 16 milhões de euros, mais 4 milhões de euros em complementos e uma opção de recompra de 42 milhões de euros a favor do Marseille.

## Seleção Portuguesa

### Sub-18
O destaque no clube de Minho o fez ser convocado para a Seleção Sub-18 Portuguesa, sendo um dos convocados pro Felipe Ramos para a disputa do Torneio Internacional de Lisboa de 2018 entre 13 e 17 de junho.

### Sub-21
Foi convocado para a disputa de algumas rodadas eliminatórias para o Europeu Sub-21 de 2022, fazendo sua estreia pela seleção da categoria em 16 de novembro de 2021 na goleada por 6–0 sobre o Chipre na 5ª rodada de qualificação. Marcou três gols nas duas goleadas das rodadas seguintes em junho: um no 5–1 sobre a Bielorrússia no dia 4 e dois no 9–0 sobre Liechtenstein no dia 7. Também fez na última rodada das qualificações, fazendo o segundo gol da vitória de 3–0 sobre a Noruega.
Em 14 de junho, foi um dos convocados para representar Portugal no Campeonato Europeu de Futebol Sub-21 de 2023.

## Estatísticas
Atualizadas até 18 de abril de 2023

### Clubes
| Equipe                 | Temporada         | Campeonato nacional | Campeonato nacional | Campeonato nacional | Copa nacional[a] | Copa nacional[a] | Copa nacional[a] | Competições continentais[b] | Competições continentais[b] | Competições continentais[b] | Outros torneios[c] | Outros torneios[c] | Outros torneios[c] | Total | Total | Total   |
| Equipe                 | Temporada         | Jogos               | Gols                | Assist.             | Jogos            | Gols             | Assist.          | Jogos                       | Gols                        | Assist.                     | Jogos              | Gols               | Assist.            | Jogos | Gols  | Assist. |
| ---------------------- | ----------------- | ------------------- | ------------------- | ------------------- | ---------------- | ---------------- | ---------------- | --------------------------- | --------------------------- | --------------------------- | ------------------ | ------------------ | ------------------ | ----- | ----- | ------- |
| Braga B                | 2018–19           | 1                   | 0                   | 0                   | —                | —                | —                | —                           | —                           | —                           | —                  | —                  | —                  | 1     | 0     | 0       |
| Braga B                | 2019–20           | 31                  | 7                   | 0                   | —                | —                | —                | —                           | —                           | —                           | —                  | —                  | —                  | 31    | 7     | 0       |
| Braga B                | 2020–21           | 1                   | 1                   | 0                   | 2                | 3                | 0                | —                           | —                           | —                           | —                  | —                  | —                  | 3     | 4     | 0       |
| Braga B                | Total             | 33                  | 8                   | 0                   | 2                | 3                | 0                | 0                           | 0                           | 0                           | 0                  | 0                  | 0                  | 35    | 11    | 0       |
| Braga                  | 2020–21           | 1                   | 0                   | 0                   | 1                | 1                | 0                | —                           | —                           | —                           | —                  | —                  | —                  | 2     | 1     | 0       |
| Braga                  | 2021–22           | 24                  | 7                   | 3                   | 4                | 6                | 1                | 9                           | 1                           | 0                           | 1                  | 0                  | 0                  | 38    | 14    | 4       |
| Braga                  | 2022–23           | 17                  | 7                   | 3                   | 5                | 2                | 1                | 5                           | 4                           | 0                           | —                  | —                  | —                  | 27    | 13    | 4       |
| Braga                  | Total             | 42                  | 14                  | 6                   | 10               | 9                | 2                | 14                          | 5                           | 0                           | 1                  | 0                  | 0                  | 67    | 28    | 8       |
| Olympique de Marseille | 2022–23           | 7                   | 2                   | 0                   | 2                | 0                | 0                | —                           | —                           | —                           | —                  | —                  | —                  | 9     | 2     | 0       |
| Olympique de Marseille | Total             | 7                   | 2                   | 0                   | 2                | 0                | 0                | 0                           | 0                           | 0                           | 0                  | 0                  | 0                  | 9     | 2     | 0       |
| Total na carreira      | Total na carreira | 82                  | 24                  | 6                   | 14               | 12               | 2                | 14                          | 5                           | 0                           | 1                  | 0                  | 0                  | 111   | 41    | 8       |

- a. ^ Jogos da Taça da Liga, Taça de Portugal e  Copa da França
- b. ^ Jogos da Liga Europa da UEFA
- c. ^ Jogos da Supertaça Cândido de Oliveira

### Seleção Portuguesa
Atualizadas até 28 de junho de 2023

#### Sub-18
| Ano   |       |      |         |
| Ano   | Jogos | Gols | Assist. |
| ----- | ----- | ---- | ------- |
| 2018  | 3     | 0    | 0       |
| Total | 3     | 0    | 0       |

#### Sub-21
| Ano   |       |      |         |
| Ano   | Jogos | Gols | Assist. |
| ----- | ----- | ---- | ------- |
| 2021  | 4     | 3    | 0       |
| 2022  | 2     | 0    | 0       |
| 2023  | 3     | 1    | 0       |
| Total | 9     | 4    | 0       |

## Títulos
Braga
- Taça da Liga: 2020–21